# Traci Lords
Nora Louise Kuzma (Steubenville, 7 de maio de 1968), mais conhecida pelo seu nome artístico Traci Elizabeth Lords ou Traci Lords (às vezes grafado como Tracy Lords), é uma atriz, produtora, diretora, cantora e ex-atriz pornográfica americana. Alcançou notoriedade por sua carreira na indústria pornográfica e na revista Penthouse (ela tinha 16 anos de idade em seu primeiro filme), mais tarde se tornando uma atriz de televisão e filmes B.

## Carreira
No começo ela ficou conhecida por suas participações em filmes pornográficos e como modelo da revista Penthouse, tendo apenas 16 anos ao participar de seu primeiro filme. Atualmente tenta carreira  desvinculada da indústria pornográfica, como atriz e cantora.
Seu nome de batismo é Nora Louise Kuzma e seu nome artístico foi escolhido combinando o primeiro nome de sua melhor amiga da escola, Traci, e o sobrenome do seu ator favorito da série Havai 5-0, Jack Lord. Aos quinze anos ela fugiu, junto com sua mãe e três irmãs, da casa de seu padrasto alcoólatra para a cidade de Lawndale, na Califórnia. Mais tarde, enquanto frequentava a escola  Redondo Union High School ela fugiu de casa para realizar um aborto.
Enquanto vivia com seu namorado (bastante mais velho que posava em público como seu padrasto), ela usou uma certidão de nascimento da irmã de um amigo e uma carteira de motorista falsa, que indicavam que ela tinha 22 anos, para entrar na indústria pornográfica, começando na agência de modelos Jim South's World. Ela rapidamente se tornou uma das modelos mais populares da cidade e é considerada por muitos como a primeira “rainha do pornô”.
Ela ganhou notoriedade por sua atuação entusiasmada durante as filmagens de intercurso sexual, emitindo um gemido alto característico. Ao atingir a idade de 18 anos já havia atuado em 107 filmes pornográficos e posado para revistas adultas bastante divulgadas, como a Penthouse, na edição que trazia fotos da então Miss América de 1984. Porém, em 1986, autoridades federais descobriram que ela era menor de idade ao atuar nos filmes e prendeu os proprietários de sua agência cinematográfica e da  X-citement Video, Inc.
Os julgamentos que se seguiram custaram à indústria pornográfica milhões de dólares, já que foram obrigados por lei a retirar os vídeos e revistas das prateleiras. Lojas de vídeo e revistas retiraram centenas de milhares de cópias de circulação para evitar as sérias acusações de traficar pornografia infantil. O episódio deu aos promotores públicos um caso contra a indústria pornô bastante visível, se tratando de uma violação inegável envolvendo uma estrela do ramo. A própria Traci Lords nunca foi acusada, já que como menor de idade não lhe era permitido conceder sua permissão legal para realizar atos sexuais nos filmes em troca de dinheiro.
Entretanto os agentes e produtores que aceitaram as identidades falsas apresentadas por ela enfrentaram problemas legais por anos. Apenas um de seus filmes, Traci, I Love You, foi produzido logo após seu aniversário de dezoito anos, e é seu único filme pornográfico vendido legalmente nos Estados Unidos. Porém, em algumas partes da Europa aonde a idade mínima legal para envolvimento em filmes pornográficos é menor, os filmes de Traci Lords ainda são legalmente disponibilizados. Eles também são facilmente encontrados na Internet, especialmente através de programas peer-to-peer de distribuição de arquivos.
Ironicamente o Departamento de Justiça americano foi forçado a retirar todas as acusações quando vazou a informação de que a identidade falsa que Lords utilizara para enganar os produtores era na verdade um passaporte americano falso no nome de Traci Lords; ou seja, o próprio governo americano fora enganado, e os réus poderiam simplesmente se esconder atrás do erro do governo.
Traci Lords desde então se retirou com algum sucesso para uma carreira regular de atriz de televisão e filmes, além de música. Alguns dos filmes famosos dessa nova fase incluem Not of This Earth (chamado Vampiro das Estrelas no Brasil), Cry Baby e Blade. Ela também realizou aparições em diversas séries de televisão, como Married... with Children (Um Amor de Família, no Brasil), Melrose Place, entre outras.
Nos anos 90, Traci Lords começou a desenvolver uma carreira como cantora, fazendo os vocais para a banda Manic Street Preachers no single "Little Baby Nothing" e fazendo participações em vídeo clipes de outros músicos. Inclusive fazendo uma participação no disco de covers da Banda The Ramones chamado Acid Eaters em 1993, onde Traci faz back vocals na música Somebody to Love. Em 1995 ela teve sua estreia solo, em colaboração com Juno Reactor no CD chamado “1000 Fires”.
Traci Lords é uma ativista dos direitos homossexuais.
Em 2003 ela lançou o livro autobiográfico “Traci Lords: Underneath It All”.

## Atuações

### Filmes
- Sharkansas Women’s Prison Massacre (2016) - Detetive Kendra Patterson
- Pagando Bem, Que Mal Tem? (2008) - Bubles
- Black Mask 2: City of Masks (2001) - Chameleon
- Chump Change (2000) (como Traci Elizabeth Lords) - Sam
- Epicenter (2000) (as Traci Elizabeth Lords) - Amanda Foster
- You're Killing Me... (2001) - Laura Engles
- Blade (1998) (1998) - Racquel
- Me and Will (1998) - Garçonete
- Extramarital (1997) - Elizabeth
- Stir (1997) - Kelly Bekins
- Boogie Boy (1997) - Shonda
- Underworld (1996) - Anna
- Blood Money (1996) - Wendy Monroe
- Virtuosity (1995) - Media Zone singer
- Ice (1994) - Ellen
- Serial Mom (1994) – Acompanhante de Carl
- Plughead Rewired: Circuitry Man II (1994) - Norma
- Laser Moon (1992) - Barbara Fleck
- The Nutt House (1992) - Miss Tress
- Raw Nerve (1991) - Gina Clayton
- A Time to Die (1991) - Jackie
- Cry-Baby (1990) - Wanda Woodward
- Shock 'Em Dead (1991) - Lindsay Roberts
- Fast Food (1989) - Dixie Love
- Not of This Earth (1988) - Nadine

### Televisão
- Wiseguy (1989) - episodes 12 à 22
- D.R.E.A.M. Team (1999) (como Traci Elizabeth Lords) - Mira
- Deathlands (2003) - Lady Rachel Cawdor
- They Shoot Divas, Don't They? (2002) (como Traci Elizabeth Lords) - Mira
- First Wave (1998) (como Traci Elizabeth Lords) - Jordan
- As Good as Dead (1995) - Nicole Grace
- Dragstrip Girl (1994) - Blanche
- The Tommyknockers (1993) - Nancy Voss
- Murder in High Places (1991) - Diane

### Vídeo
- Adult 45 (1985)
- Adventures of Tracy Dick: The Case of the Missing Stiff (1985) - Tracy Dick
- Another Roll in the Hay (1985)
- Aroused (1985) - Allison
- Bad Girls III (1984)
- Black Throat (1985) (as cenas dela foram excluídas do relançamento) – Primeira Prostituta
- Breaking It (1984) - Jodie Brown
- Country Girl (1985) - Billie Jean
- Diamond Collection 69 (1985)
- Diamond Collection 73 (1985)
- Dirty Pictures (1985)
- Dream Lover (1985)
- Educating Mandy (1985) - Mandy
- Electric Blue 20 (1985)
- Electric Blue 21 (1985) - Suzy/Jane
- Electric Blue 28 (1985) - Nikki (cenas excluídas)
- Erotic Gold (1985)
- Erotic Zones Vol. 1 (1985) (como Tracy Lords)
- Future Voyeur (1985)
- The Grafenberg Spot (1985)
- Harlequin Affair (1985) - Tracy
- Holly Does Hollywood (1985) - Tracy
- Hollywood Heartbreakers (1985)
- Huge Bras 3 (1985)
- It's My Body (1985) - Maggie
- Jean Genie (1985)
- Just Another Pretty Face (1985)
- Ladies in Lace (1985) - Linda
- Love Bites (1985) - Nurse
- Lust in the Fast Lane (1984) (como Tracy Lords) - Jackie
- Miss Passion (1984)
- New Wave Hookers (1985) - Devil
- The Night of Loving Dangerously (1984) (como Tracy Lords)
- Peek a Boo Gang (1985) - Tracy
- Perfect Fit (1985) - Diane
- Porn in the USA (1985) (como Tracy Lords)
- Portrait of Lust (1985) (como Tracy Lords) - Mirage
- The Sex Goddess (1984) - Marilyn West
- Sex Shoot (1985) (como Tracy Lords)
- Sex Waves (1985)
- Sexy Shorts (1984) (compilação de videoclipee) - Miss Georgia (na parte "Gimme Gimme Good Lovin'", sem créditos)
- Sister Dearest (1985)
- Sizzling Suburbia (1985)
- Tailhouse Rock (1985) - Stacey
- Those Young Girls (1984) (como Tracy Lords) - Tracy Lords
- Traci, I Love You (1987)
- Traci Takes Tokyo (1986)
- Tracy in Heaven (1985) (cenas excluídas no relançamento de 1987) - Monika Hart
- Tracy Lords (1984) (como Tracy Lords)
- Two-Timing Tracie (1985)
- We Love to Tease (1985)
- What Gets Me Hot! (1984) (as Tracy Lords) - Lannie